# جامع سيدي محرز
جامع سيدي محرز هو جامع من جوامع مدينة تونس يقع في نهج سيدي محرز، و هو أكبر جامع للمذهب الحنفي تم تشييد هذا الجامع سنة 1104 هجري الموافق ل 1692 على يد محمد باي المرادي، نجل مراد الثاني لكنه يعرف باسم جامع سيدي محرز وذلك لوجوده أمام الزاوية التي تحمل اسم الرجل الصالح.

## التاريخ

### التّأسيس
بدأ محمد باي المرادي بتشييد الجامع سنة 1692 و واصل بناءه من بعد وفاته، شقيقه رمضان باي المرادي و تواصلت الأشغال به لغاية سنة 1697.

### الترميمات
اهتم حكام تونس منذ القدم بترميمه، إذ أعاد محمد الصادق باي بناء المقام سنة 1862، ثم أمر الحبيب بورقيبة بترميمه سنة 1981، و أعيد ترميمه مرّة أخرى بين سنتي 1996 و1998.

## الهندسة والزخرفة

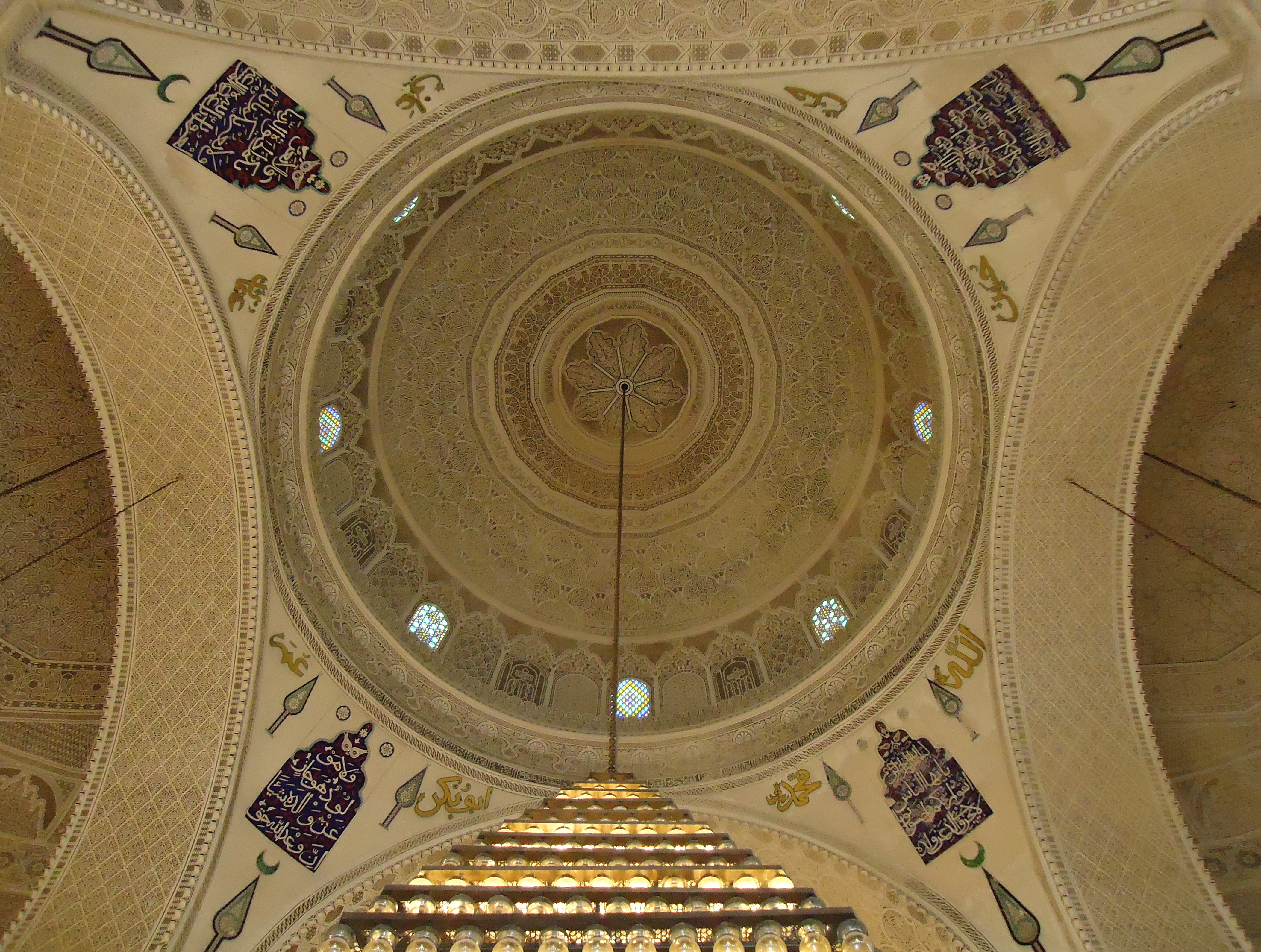
القبة

يعتبر جامع محمد باي المرادي أو جامع سيدي محرز من نمط عثماني إذ يذكّرنا بكنيسة القديسة صوفيا و بجامع السلطان أحمد في إسطنبول لكن ليس به المئذنة ثمانية الأضلع التي تمتاز بها الجوامع العثمانية لأنّ موت محمد باي و بعض المشاكل السّياسيّة حالت دون ذلك، أمّا عن المئذنة رباعيّة الشّكل فهي مئذنة مسجد «الفيلاري» الذي يقع بالركن الغربي للجامع كمت يعتبر أيضا هو المسجد الوحيد ذا القبة في مدينة تونس..

توجد به قاعة الصلاة وهي مربعة الشكل يبلغ طول ضلعها ثمانية وعشرون مترا، تحيط بها ثلاثة أروقة وساحات على دعائم رخامية وتغطيها قبة يبلغ طول قطرها خمسة عشر مترا وثمانون سنتيمترا و ارتفاعها حوالي تسعة وعشرين مترا وترتكز على الحنايا الركنية. تحيط بهذه القبة أربعة أنصاف قباب تنكأ على جوانبها وبالأركان تكتمل المجموعة بقباب صغيرة مما يعطي مشهدا من القبب المطلية بالجير الأبيض المطلّة على المدينة، تتخلل هذه القباب عدّة نوافذ و افتحات في رقاب القباب وذلك لتسرّب الضوء.

كما توجد به سدّة خشبية تسمّى ب'المحفل' معدّة للمنشدين والمرتلين، منبر كبير يبلغ ارتفاعه أكثر من أربعة أمتار، ومكسي بألواح رخامية و خلوة تنسب للولي الصّالح، تمتاز بشدة ارتفاعها.

يتميّز منبره و محرابه بأنهما مرصّعان بمرمر متعدد الألوان، وتكسو جدرانه وبلاطاته، مربعات مزدانة بأشكال نباتية تهيمن عليها ألوان زاهية مثل الأزرق الفيروزي والأخضر، كما تميّزه أشكال و زخارف متنوعة مثل النقش على الجص المعروف بنقش حديدة، وكذلك النصوص الخطية المدوّنة الخط الكوفي الملوّن.

## معرض الصور

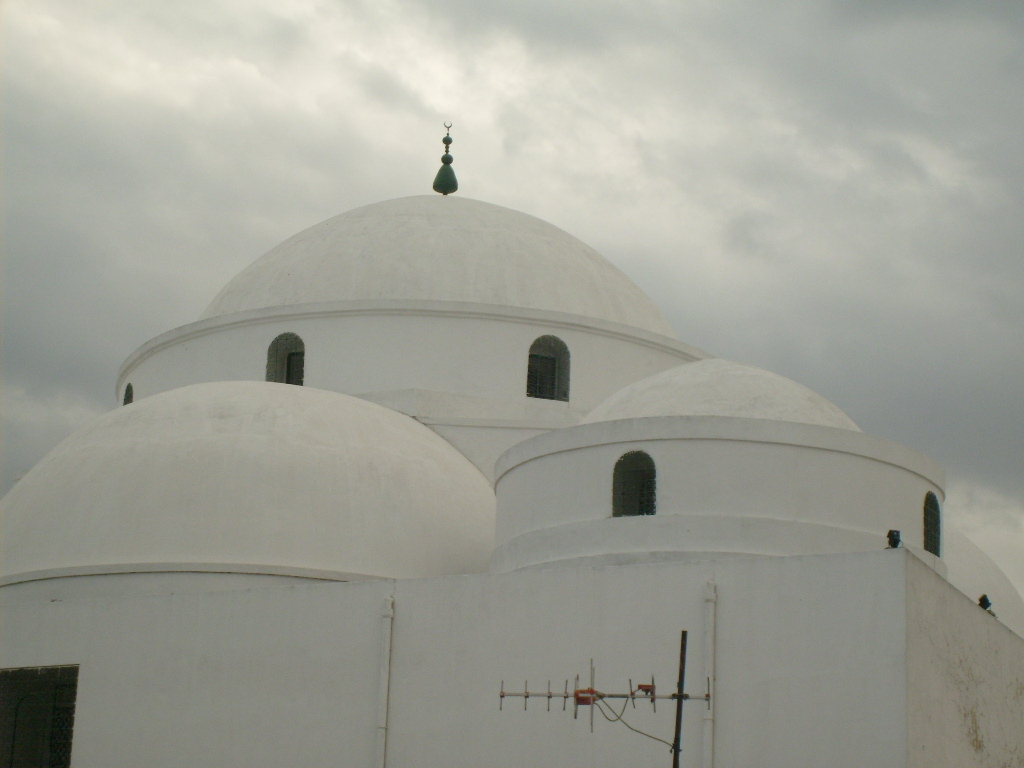
القباب البيضاء
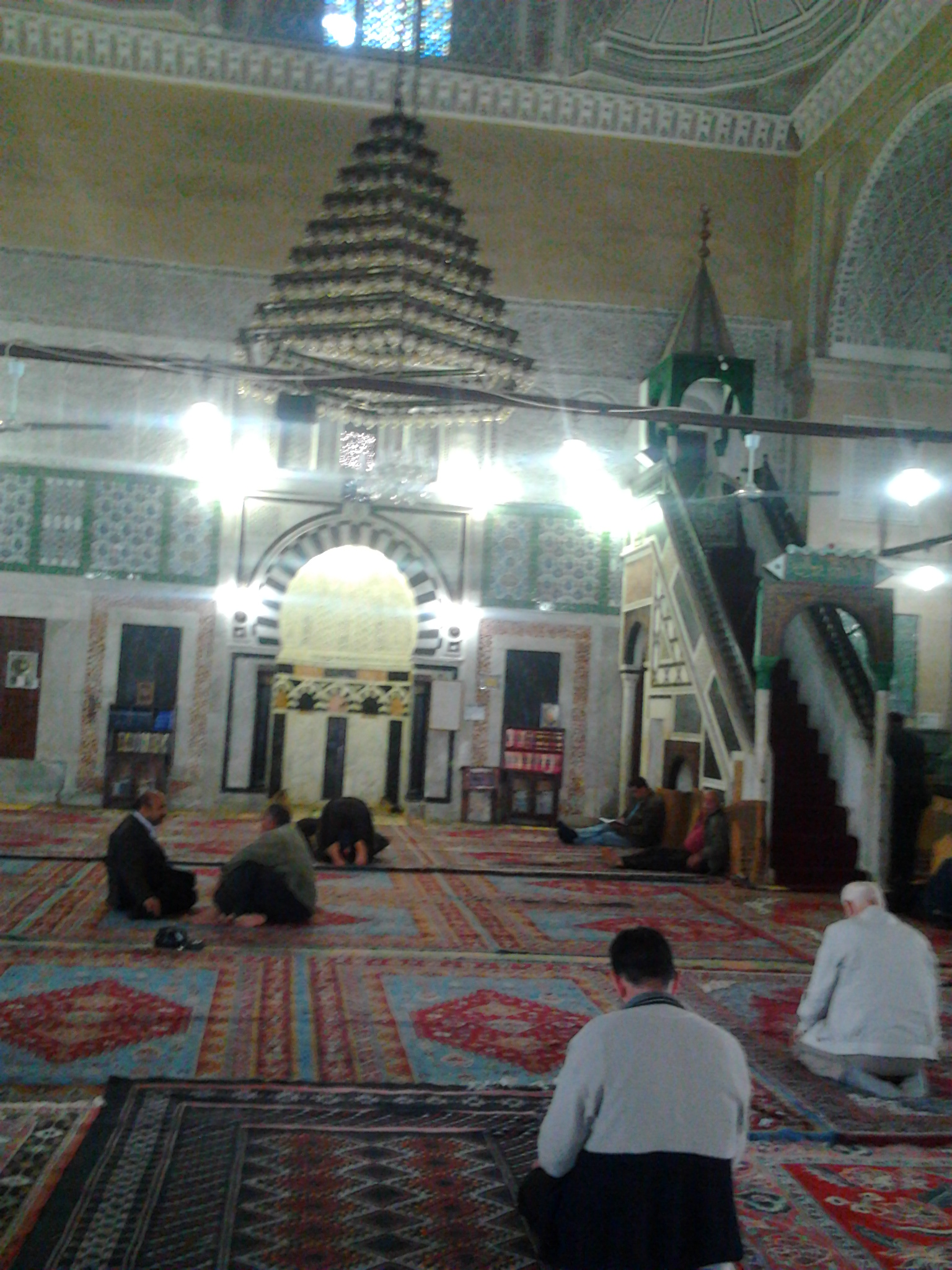
جامع سيدي محرز من الدّاخل
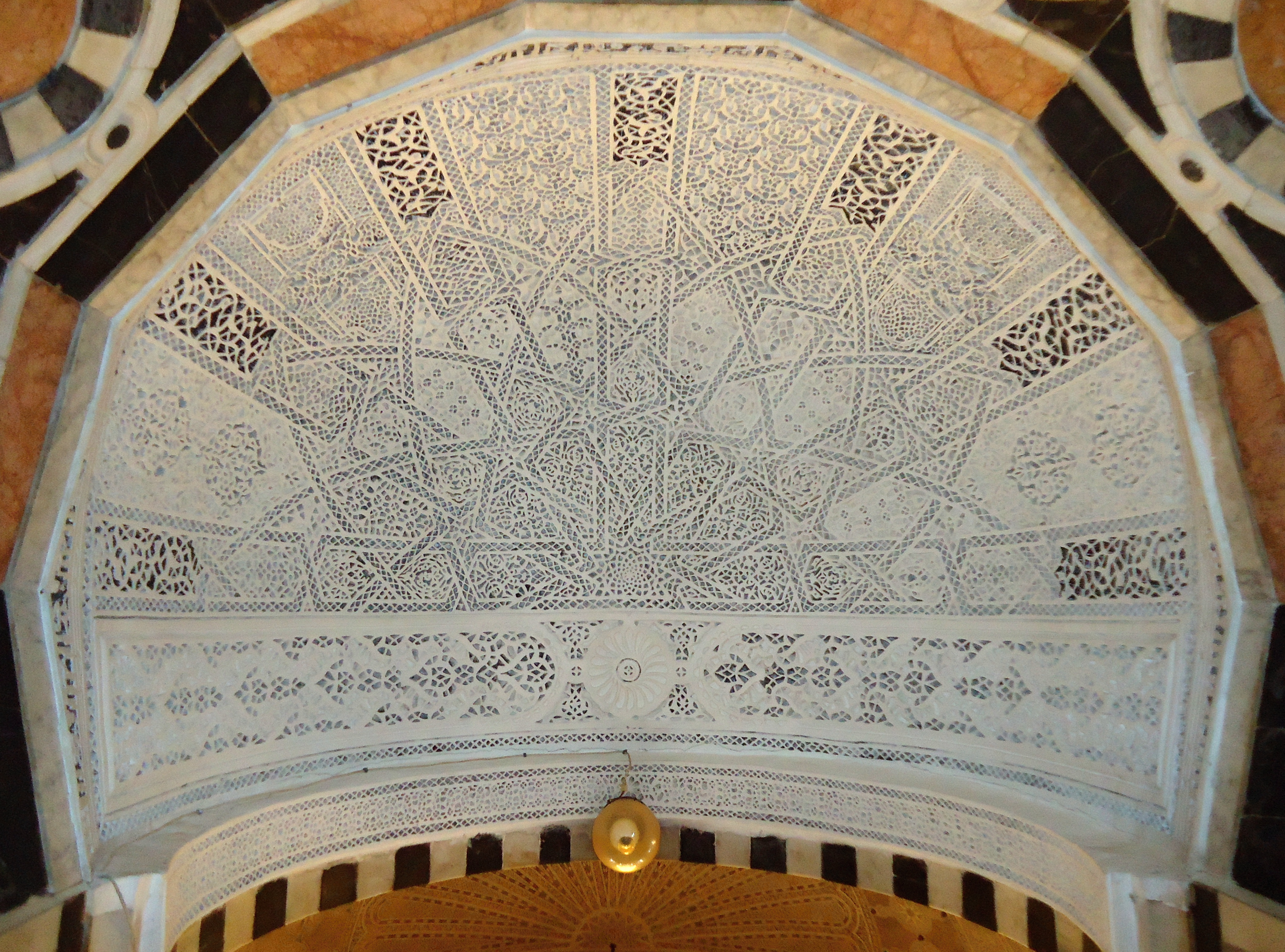
المحراب
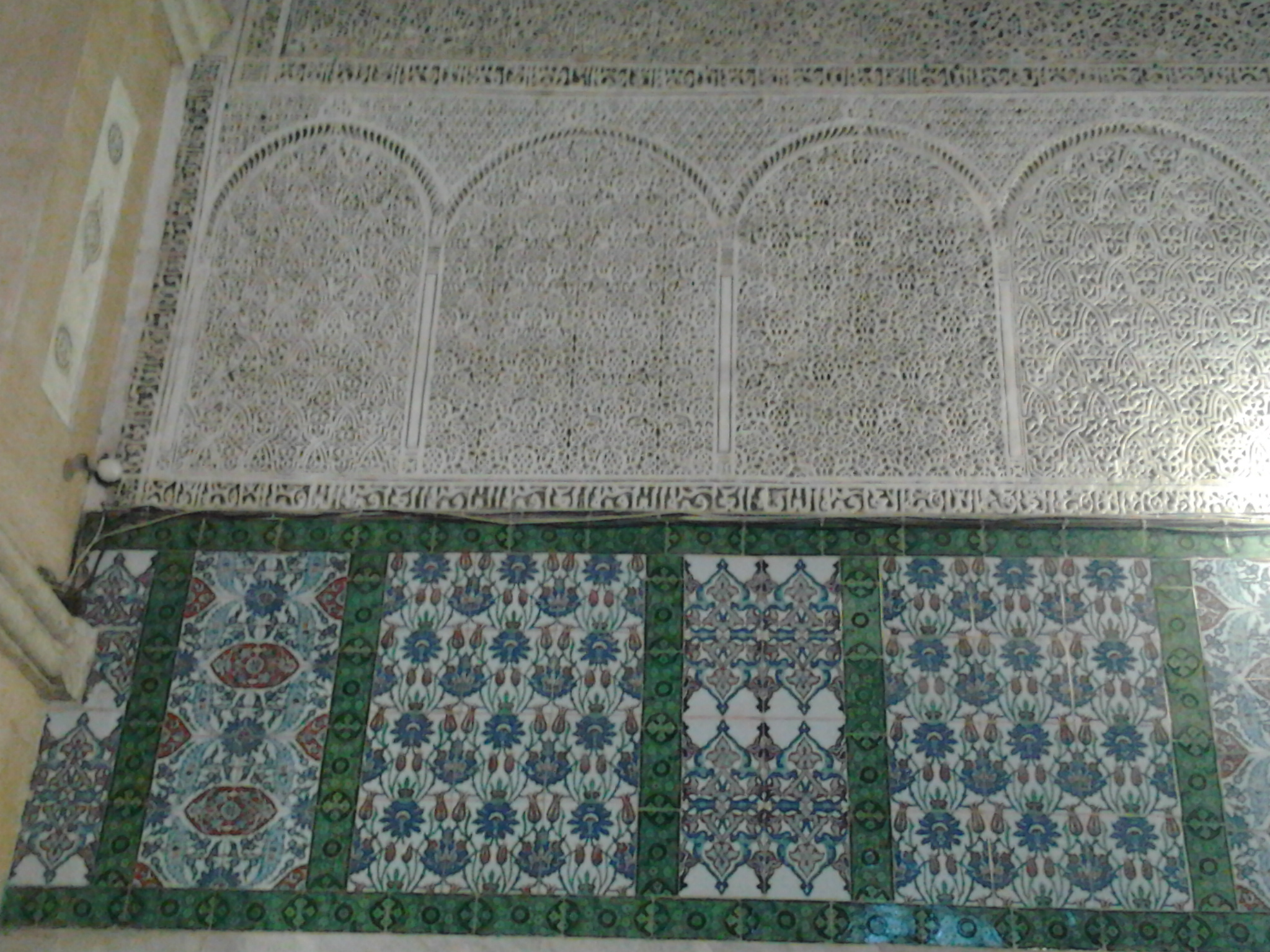
جدار مكسو بمربعات القاشاني
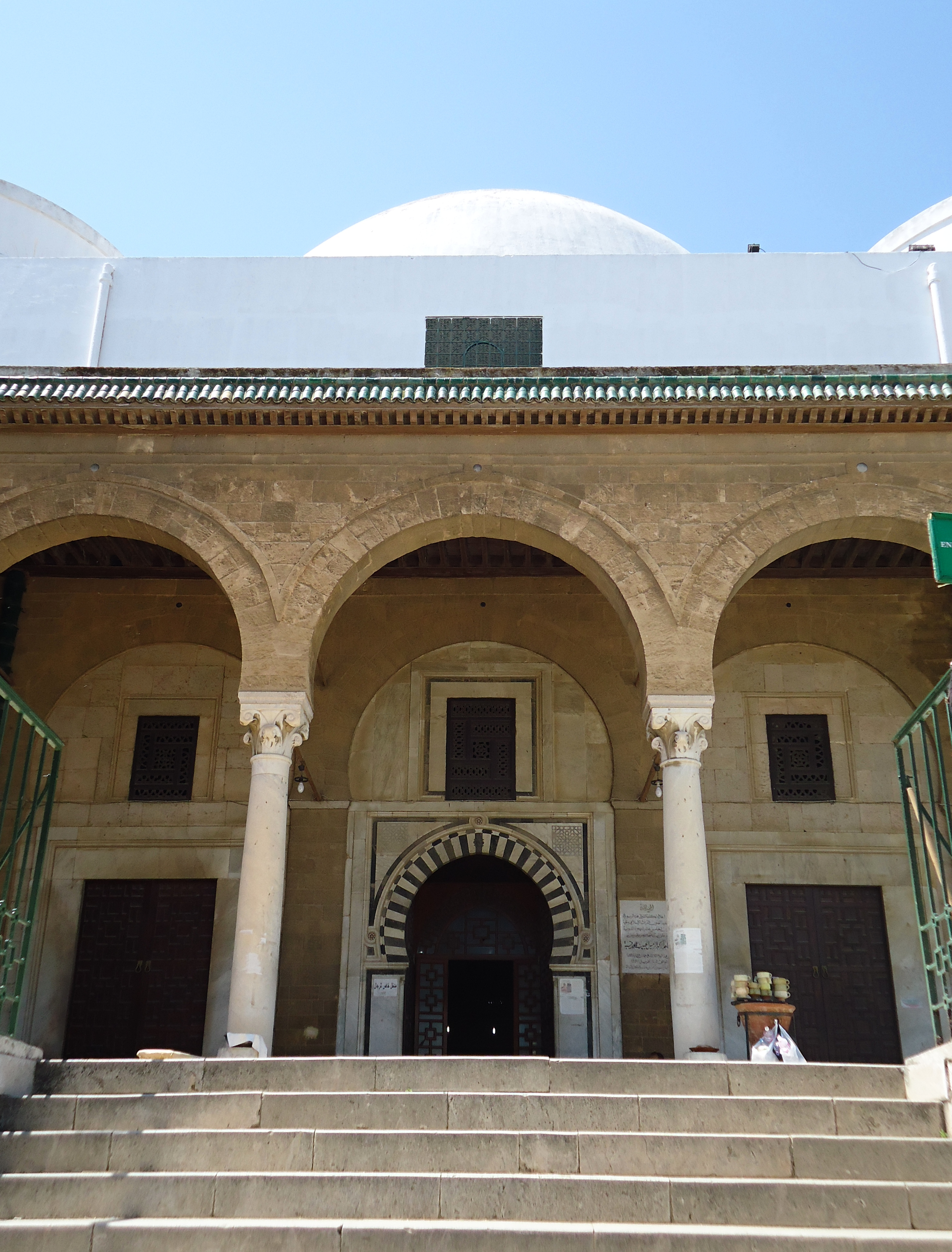
مدخل الجامع
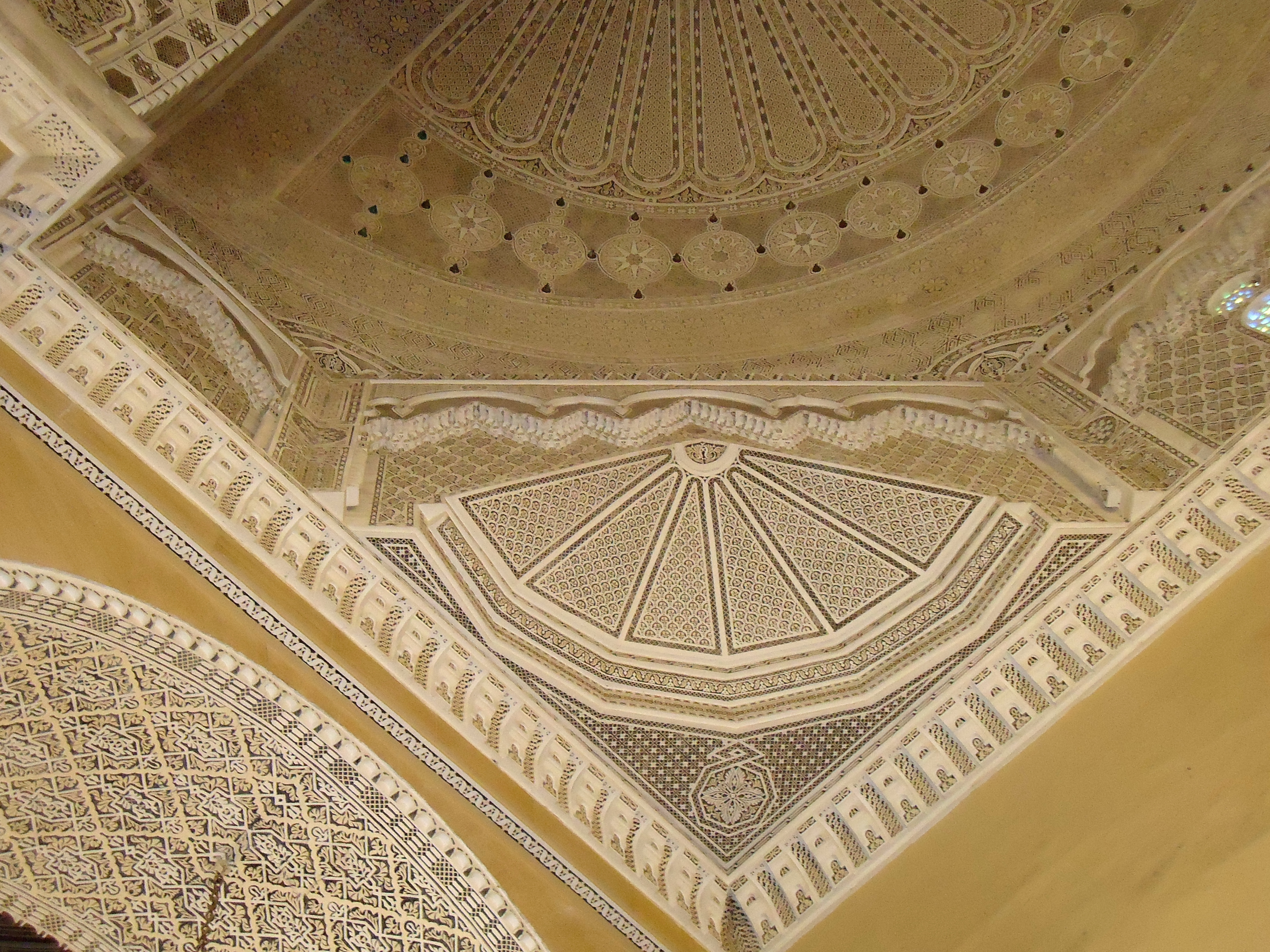
زخرفة لنصف القبة